# Eupalaestrus larae
Espèce
Eupalaestrus larae est une espèce d'araignées mygalomorphes de la famille des Theraphosidae.

## Distribution
Cette espèce est endémique de la province du Chaco en Argentine,.

## Description
Le mâle holotype mesure 45,72 mm et la femelle paratype 64,40 mm.

## Publication originale
- Ferretti & Barneche, 2012 : New species of Eupalaestrus from Argentina (Araneae, Theraphosidae, Theraphosinae. Iheringia, Série Zoologia, vol. 102, no 3, p. 327-330 (texte intégral).